# Sunexpress Deutschland

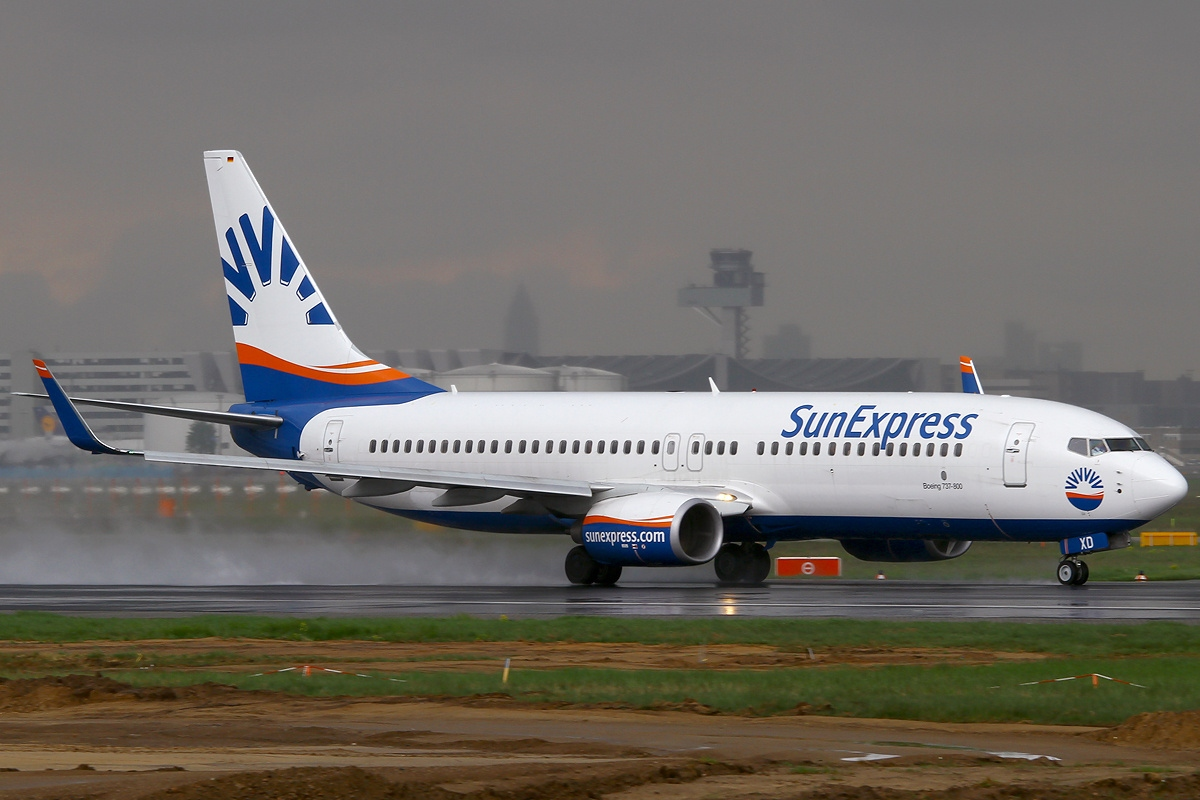
Boeing 737-800

Die Sunexpress Deutschland GmbH (Eigenschreibweise SunExpress) war eine deutsche Ferienfluggesellschaft mit Sitz in Frankfurt am Main und Basis Flughafen Frankfurt Main.

## Geschichte

### Gründung und erste Jahre
Sunexpress Deutschland wurde als Gesellschaft mit beschränkter Haftung am 8. Juni 2011 als Tochtergesellschaft von Sunexpress gegründet und nahm den Flugbetrieb mit drei Boeing 737-800 auf. Sie wurde gegründet, um mit Hilfe des deutschen AOC von dort aus auch zum Roten Meer fliegen zu können. Diese Strecken wurden am 2. November 2011 erstmals bedient. Im Juli 2013 wurden der Flotte zwei weitere 737-800 hinzugefügt, welche auf dem Flughafen Köln/Bonn stationiert wurden. Im Frühjahr 2012 wurde der Sitz von Kelsterbach in die Gateway Gardens verlegt.

### Wings-Konzept
Für das Langstreckenangebot von Eurowings im Wings-Konzept betrieb Sunexpress Deutschland bis zu sieben Airbus A330-200.

### Konflikt um Mitbestimmung
Beim deutschen Ableger von SunExpress gab es lange Zeit keinen Betriebsrat. Die Fluggesellschaft hatte beim Arbeitsgericht Frankfurt am Main im März 2018 eine einstweilige Verfügung beantragt, um zu verhindern, dass ihre Piloten und Flugbegleiter einen eigenen Betriebsrat gründen. Das Frankfurter Arbeitsgericht schloss sich der Sicht von SunExpress an, es fehle eine gesetzliche Grundlage für eine Betriebsratswahl, da der Flugbetrieb nicht dem Betriebsverfassungsgesetz unterliege. Die Wahl eines Betriebsrats sei dort ohne Tarifvertrag nichtig. Auch eine EU-Richtlinie zu Personalvertretungen widerspreche dem nicht.
Für den Flugbetrieb enthält das Betriebsverfassungsgesetz einen Paragrafen 117: „Für im Flugbetrieb beschäftigte Arbeitnehmer von Luftfahrtunternehmen kann durch Tarifvertrag eine Vertretung errichtet werden.“ Einen solchen Tarifvertrag gab es bei Sunexpress Deutschland bis 07.2019 nicht, obwohl die Pilotengewerkschaft Cockpit sowie die Unabhängige Flugbegleiter-Organisation dies lange Zeit forderten.

### Abwicklung
Am 23. Juni 2020 teilte Sunexpress mit, dass der deutsche Betrieb geordnet liquidiert werden soll. Ch-aviation meldet Sunexpress Deutschland seit Juni 2020 als Out-of-Business.

## Flugziele
Sunexpress Deutschland flog von mehreren deutschen Flughäfen überwiegend im Charterverkehr vorrangig in die Urlaubsregionen Türkei, Kanarische Inseln und Rotes Meer.

## Flotte
Im Juni 2020 bestand die Flotte der Sunexpress Deutschland zuletzt aus 13 Flugzeugen mit einem Durchschnittsalter von 14 Jahren:
| Flugzeugtyp      | Anzahl | bestellt | Anmerkungen                                                                | Sitzplätze (Business/Eco+/Eco) |
| ---------------- | ------ | -------- | -------------------------------------------------------------------------- | ------------------------------ |
| Airbus A330-200  | 7      |          | betrieben für Eurowings, alle inaktiv                                      | 310 (21/46/243)                |
| Boeing 737-800   | 13     |          | mit Winglets ausgestattet, sechs inaktiv                                   | 189 (-/-/189)                  |
| Boeing 737 MAX 9 |        | 13       | Auslieferung seinerzeit unklar wegen des weltweiten Groundings der 737 MAX | 189 (-/-/189)                  |
| Gesamt           | 20     | 13       |                                                                            |                                |

### Sonderbemalungen
| Flugzeugtyp    | Luftfahrzeugkennzeichen | Bemalung              | Zeitraum                       | Bild |
| -------------- | ----------------------- | --------------------- | ------------------------------ | --- |
| Boeing 737-800 | D-ASXA                  | „Der Grinch“          | November 2018 bis April 2019   | Bild gesucht Die Wikipedia wünscht sich an dieser Stelle ein Bild. Weitere Infos zum Motiv findest du vielleicht auf der Diskussionsseite . Falls du dabei helfen möchtest, erklärt die Anleitung , wie das geht. |
| Boeing 737-800 | D-ASXB                  | „Die Schlümpfe“       | Februar 2017 bis Mai 2018      | |
| Boeing 737-800 | D-ASXB                  | „Eintracht Frankfurt“ | Mai 2018 bis November 2019     | |
| Boeing 737-800 | D-ASXG                  | „Home“                | Januar bis November 2015       | Bild gesucht Die Wikipedia wünscht sich an dieser Stelle ein Bild. Weitere Infos zum Motiv findest du vielleicht auf der Diskussionsseite . Falls du dabei helfen möchtest, erklärt die Anleitung , wie das geht. |
| Boeing 737-800 | D-ASXG                  | „Kung Fu Panda 3“     | Januar 2016 bis Februar 2017   | Bild gesucht Die Wikipedia wünscht sich an dieser Stelle ein Bild. Weitere Infos zum Motiv findest du vielleicht auf der Diskussionsseite . Falls du dabei helfen möchtest, erklärt die Anleitung , wie das geht. |
| Boeing 737-800 | D-ASXJ                  | „X-Men Dark Phoenix“  | Mai 2019 bis Februar 2020      | Bild gesucht Die Wikipedia wünscht sich an dieser Stelle ein Bild. Weitere Infos zum Motiv findest du vielleicht auf der Diskussionsseite . Falls du dabei helfen möchtest, erklärt die Anleitung , wie das geht. |
| Boeing 737-800 | D-ASXO                  | „Istanbul“            | April 2014 bis Juni 2020       | |
| Boeing 737-800 | D-ASXP                  | „El Gouna Shuttle“    | September 2015 bis Januar 2020 | |
| Boeing 737-800 | D-ASXX                  | „Eintracht Frankfurt“ | März bis Juni 2020             | Bild gesucht Die Wikipedia wünscht sich an dieser Stelle ein Bild. Weitere Infos zum Motiv findest du vielleicht auf der Diskussionsseite . Falls du dabei helfen möchtest, erklärt die Anleitung , wie das geht. |